# Villavieja del Lozoya
Villavieja del Lozoya är en kommun i Spanien. Den ligger i den autonoma regionen Madrid, i den centrala delen av landet, 70 km norr om huvudstaden Madrid. Antalet invånare är 324 (2024).